# Libnotes (Libnotes) subamatrix
Libnotes (Libnotes) subamatrix is een tweevleugelige uit de familie steltmuggen (Limoniidae). De soort komt voor in het Oriëntaals gebied.